# 玛格丽特·米切尔
玛格丽特·芒内尔林·米切尔（英語：Margaret Munnerlyn Mitchell，1900年11月8日—1949年8月16日），生于美国喬治亞州亚特兰大，美国文学家，世界文学名著《乱世佳人》的作者。
亂世佳人至今仍為最暢銷的小說之一，至今已發行了三千多萬冊，尤其改編的電影於1939年上映，成為好萊塢影史上最賣座的電影，還得到十座奧斯卡的殊榮。

## 生平
瑪格麗特·米契爾生於美國喬治亞州的亞特蘭大，父親尤金·米契爾為一位律師，母親為瑪麗·伊麗莎白也是一名律师。哥哥拉塞尔·斯蒂芬斯·米切尔生于1894年，同年夭折；亚历山大·斯蒂芬斯·米切尔大她四歲。她的童年生活大多在其母親的一位遠房親戚家度過。
從華盛頓神學院畢業後，她進入路易斯學院就讀，但在一年級時遭到退學，1918年，在她母親死於西班牙型流行性感冒後，便搬回亞特蘭大。之後，她無心學業，在亞特蘭大新聞週刊找到工作，並用佩琪‧米契爾的筆名為雜誌撰寫週日專欄。

## 早年
玛格丽特·米切尔的童年在亚特兰大市中心东边的杰克逊山度过。一家人住在一栋維多利亞式房屋里，房子漆成鲜红色，并有黄色装饰，离外祖母安妮·斯蒂芬斯不远。早在玛格丽特出生前，斯蒂芬斯太太就已经守了几年寡，其丈夫约翰·斯蒂芬斯船长于1896年去世。他死后，她便继承了玛格丽特一家人所居住的杰克逊街的房产。
外祖母安妮·斯蒂芬斯很有个性，既粗俗又专横。父亲菲利普·菲茨杰拉德去世后，她便得以掌控父亲的财产，把钱都花在她的小女儿们身上，其中就有玛格丽特的母亲。安妮·斯蒂芬斯把她们都送到北方的女子精修学校去。那里她们了解到，愛爾蘭裔美國人并没有受到与其他移民平等的待遇，做爱尔兰人的女儿是可耻的。玛格丽特成年后常与外祖母争吵。但是，对玛格丽特来说，外祖母能够告诉她亚特兰大内战和重建的许多亲身经历，这点颇为重要。安妮·斯蒂芬斯于1934年去世。
玛格丽特约三岁时，有一次，她的裙子在铁炉篦上烧了起来，她没事，但母亲因之受伤。由于害怕这种情况再次发生，母亲开始让她穿男孩子的裤子。玛格丽特获绰号“吉米”，是漫画《小吉米》中的一个角色。她的哥哥说要是她想和他一起玩，就得把自己当成一个叫吉米的男孩。玛格丽特没有姐妹一起玩，便自称是个男孩，叫吉米，一直持续到她十四岁。
斯蒂芬斯·米切尔说妹妹是个假小子，偶尔会玩洋娃娃，喜欢骑她的那匹得克萨斯平原小马。 玛格丽特少时，每天下午都会和一位南部邦联的老兵和一位年轻女子一起骑马。
玛格丽特成长的年代，人们十分看重孩子们的行为举止，比如周日下午一家人拜访亲戚时，她不得东奔西跑大声尖叫。通过这些次和邦联老兵的拜访，玛格丽特了解到了某些战争的具体细节。然而其实直到十岁她才知道南方打了败仗。她说：“我什么事都听说过，就是不知道南方吃了败仗。我十岁的时候，得知李将军打输以后，十分震惊。我第一次听闻，难以置信，还感到很愤怒。现在我还是很难相信，毕竟童年的印象太强烈了。”母亲罚她的时候会用梳子或者拖鞋打她。
母亲瑪莉·伊莎貝爾·史蒂芬斯是一名女权主义者，有一天晚上她带玛格丽特出去参加嘉莉·查普曼·卡特领导的女性參政權集会，玛格丽特坐在一个平台上，身上挂着“投票给女性”的横幅，向男士们飞吻，母亲则慷慨激昂发表演讲。玛格丽特十九岁时，美國憲法第十九修正案批准，赋予妇女投票权。
瑪莉·伊莎貝爾·史蒂芬斯是亚特兰大女性參政權联盟1915年主席、佐治亚州母亲大会和家長教師聯誼會主席、先锋社和亚特兰大妇女俱乐部成员，以及数个教会和文学社主席。
父亲尤金·马斯·米切尔不赞成学校的体罚。他担任教育委员会1911至1912年主席期间 ，废除了公立学校的体罚制度。据报，尤金·米切尔上学第一天就遭到鞭打，留下极大心理创伤。
杰克逊山是该城一个富裕而古老的地方。杰克逊山山脚下，有一个非裔美国人区。1906年9月，当时米切尔5岁，持续四天的亚特兰大种族骚乱爆发。    当地报纸报道，几名白人妇女遭到黑人男子袭击，导致一万人上街游行示威。
骚乱发生当晚，尤金·马斯·米切尔很早便上床睡觉，但被枪声惊醒，翌日上午得知有16名黑人被杀害。他写信给妻子说，暴徒想杀掉他们看到的所有黑人。骚乱持续，有传言说黑人要火烧杰克逊山。在玛格丽特建议下，父亲拿把剑站岗放哨，因为家里没有枪。虽然一家人并未受伤害，但20年后，玛格丽特仍清楚记得当时她有多害怕。
暴乱过后不久，玛格丽特一家人决定搬离杰克逊山。1912年，他们搬到了亚特兰大第十七街北边的桃树街东面，从邻居家房子过去就是森林，后面是查特胡奇河。米切尔以前在杰克逊山的家在1917年亚特兰大大火中烧毁。

## 婚姻
玛格丽特·米切尔在华盛顿神学院用起“佩姬”（Peggy）这个名字，后来在史密斯学院取珀伽索斯（Pegasus）之名将其简化为“佩格”（Peg）。1920年冬，佩姬首次出现在亚特兰大社交场合。二十年代期间，她把自己变成飛來波女郎。1921年，在亚特兰大一慈善舞会上，她跳了一支阿帕奇舞蹈，舞中与男舞伴亲吻，震惊亚特兰大上流社会。阿帕奇和探戈当时均因其中的色情因素而令人反感。1921年无声电影《启示录四骑士》使探戈流行开来，主演魯道夫·瓦倫蒂諾因为很会跳探戈而成为一种性感象征。
米切尔说自己是一个“肆无忌惮的调情者”（unscrupulous flirt）。她发现自己已和五个男人订婚，但仍然坚称自己并没有欺骗误导他们中的任何一个。
1922年4月里，玛格丽特·米切尔几乎每天都会见两个男人：贝里恩·“雷德”·金纳德·厄普肖（1901年3月10日—1949年1月13日），米切尔觉得是在1917年由一位朋友的父母主持的舞会上认识他的；约翰·罗伯特·马什（1895年10月6日—1952年3月5日），肯塔基州的一名文字编辑，曾在美联社工作。厄普肖来自亚特兰大，比米切尔小几个月，全家于1916年搬来北卡罗来纳州罗利。1919年，厄普肖进美国海军学院学习，1920年1月5日因学术能力不足而退学。同年5月再次入学，1920年1月1日再次退学。此间曾在海上待了两个月。厄普肖没有工作，1922年在佐治亚山区靠走私酒品赚钱。
尽管家人们不同意，佩吉还是和厄普肖于1922年9月2日结婚。伴郎是约翰·马什。两人和米切尔父亲一起住在米切尔家。厄普肖酗酒，脾气暴躁，对玛格丽特家暴，使玛格丽特身心倍感不堪。12月，米切尔和厄普肖分手，厄普肖离家。厄普肖说只要约翰·马什借给他一笔钱，并且米切尔同意不告他，他就和米切尔离婚。1924年10月16日，厄普肖和米切尔离婚。
1925年7月4日，24岁的玛格丽特·米切尔和29岁的约翰·马什在一间一神普救派教堂结婚。两人住在亚特兰大新月公寓（Crescent Apartment）一号公寓，他们亲切地称之为“垃圾场”。现改造为玛格丽特·米切尔故居博物馆。

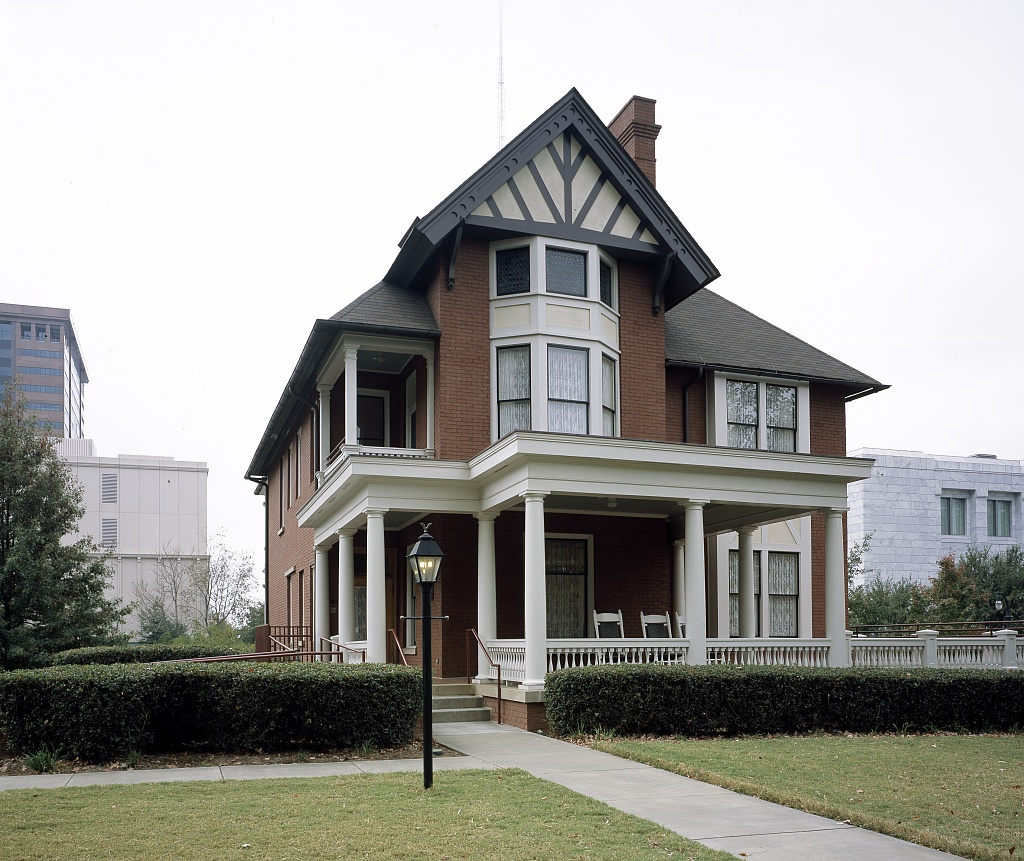
“垃圾场”，今玛格丽特·米切尔故居博物馆

## 逝世

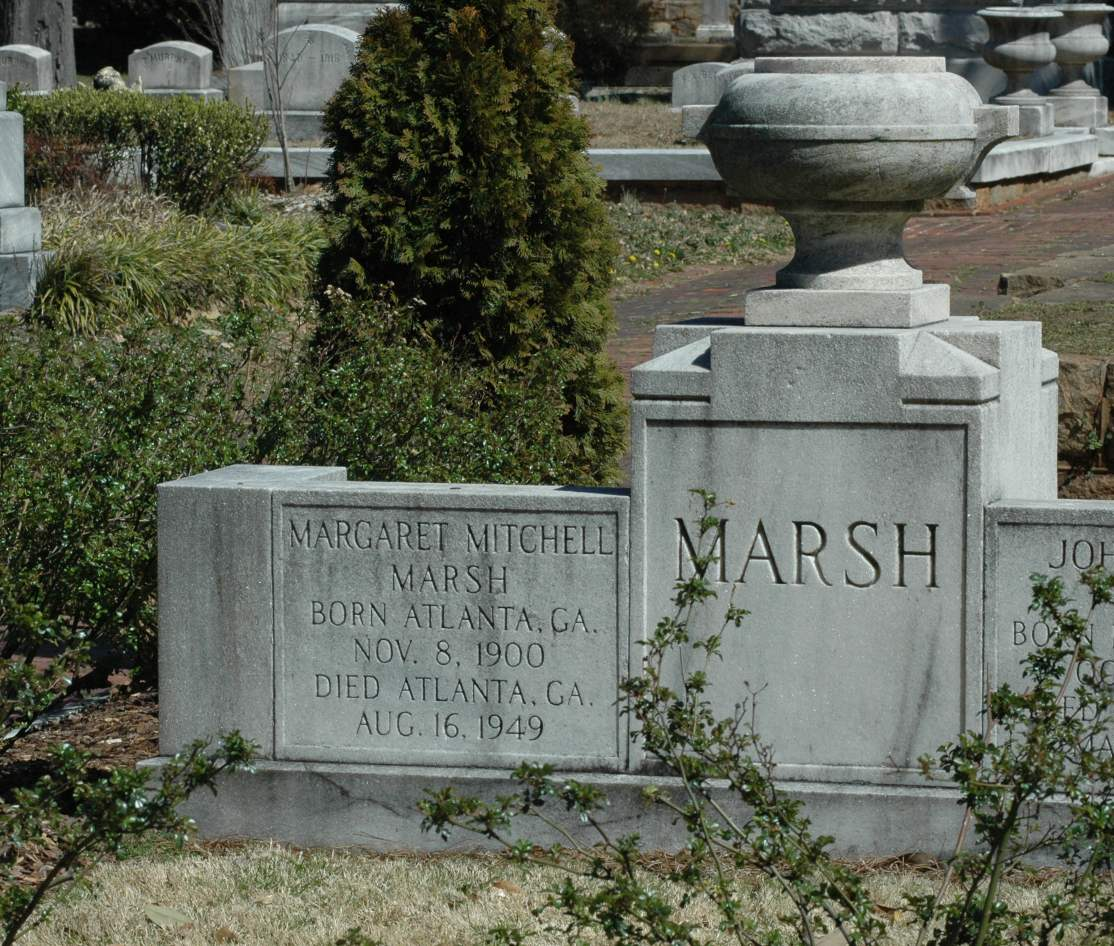
亚特兰大奥克兰公墓玛格丽特·米切尔之墓

1949年8月11日晚，玛格丽特·米切尔与丈夫约翰·马什准备去看电影《夜夜春宵》，欲过桃树街时，米切尔在亚特兰大第十三街与桃树街交叉路口被一辆超速行驶的汽车撞倒。米切尔此后一直都未完全恢复意识，5天后，即8月16日，米切尔在格雷迪医院去世，享年48岁。
肇事司机休·格拉维特（Hugh Gravitt）是一名計程車司机，案发时并不当班，开的是私家车。案发后，格拉维特因酒驾被捕，交了5450美元保释金后释放，直到米切尔去世。
格拉维特起初受到醉驾、超速驾驶和逆向行驶指控。1949年11月，裁定犯有过失致人死亡罪，判处18个月徒刑。实际服刑时间将近11个月。1994年，格拉维特去世，享年73岁。玛格丽特·米切尔葬在佐治亚州亚特兰大奥克兰公墓。约翰·马什于1952年去世，葬在玛格丽特旁边。

## 后续
玛格丽特·米切尔于1994年纳入佐治亚具成就女性（Georgia Women of Achievement），2000年纳入佐治亚作家名人堂。